# Ulrich Welss
Ulrich Welss Pommers (Dresde, Alemania, 6 de julio de 1925-Santiago de Chile, 26 de junio de 2016) fue un pintor alemán radicado en Chile desde el año 1947, lugar en el que desarrolló la mayor parte de su carrera artística hasta su muerte.

## Primeros años
Welss se crio en el seno de una familia con dotes artísticas, siendo tanto sus padres como sus abuelos entusiastas de la pintura que influyeron en la forma en que él desarrollaría su vida en torno al arte.
Posteriormente, al terminar la Segunda Guerra Mundial y considerando los estragos propios del período, Welss decidió emigrar a Grecia por un largo tiempo; lugar en el que aprendió sobre arte y literatura clásica, además de formar parte de diversas bandas de jazz.
Ulrich Welss viajó a Chile en el año 1947, en busca de una vida mejor para él y su familia, y una vez allí trabajó en diversos oficios para sustentarse: desde obrero para una compañía minera de Antofagasta hasta dibujante. En el año 1957 ingresó en la escuela de artes Instituto Goethe, en la cual recibió clases de Hartwig Marahrens, profesor de dibujo en aquel entonces; finalizando su enseñanza en el año 1962. Años más tarde ingresó a la Universidad de Chile, Facultad de Artes, para obtener la Licenciatura en Artes a finales del año 1982. En ambas instituciones se desempeñó como alumno y docente, siendo ejercida esta profesión en la Facultad de Arquitectura y Urbanismo en la última.

## Estilo artístico
El estilo de Ulrich Welss se caracteriza por una combinación elemental de varios estilos , como el expresionismo alemán o el feísmo y el Art Brut en sus variantes latinoamericanas y europeas. El artista adoptó la pintura en muros y telas, con diversos colores y materiales, formas europeas y precolombinas, y una serie de otros elementos que hacían del artista un gran conocedor, además de incorporar palabras en algunas de sus obras. Por más caótica que resultara la combinación, Welss siempre tenía claro qué era lo que deseaba transmitir con sus obras, que trataban temáticas irónicas, propias del ser humano y sus defectos, lo cual es su sello personal; aunque también retrataba el amor o la angustia.

## Muerte y repercusión
Ulrich Welss murió en el año 2016, producto de un accidente vascular, a la edad de 90 años, dejando un gran legado en la expresión de obras con diversos estilos e historias. Welss ganó una enorme cantidad de premios y participó de variadas exposiciones, que también se realizaron después de su deceso, como la exposición "90 años, 90 obras" realizada en el Centro Cultural de Las Condes, en Santiago de Chile.

## Premios
Entre los premios que obtuvo están:
- 1968 Premio de Mérito Concurso de Pintura CRAV, Santiago, Chile.
- 1968 Mención de Honor, Museo Arte Moderno Santiago
- 1971 Premio de la Crítica, Santiago.
- 1975 Premio Pintura, Museo Arte Contemporáneo, Santiago
- 1975 Cuarta Mención Honrosa Fábrica de Bicicletas Oxford en Concurso El Árbol, Museo de Arte Contemporáneo de la Universidad de Chile, Santiago, Chile.
- 1976 Tercer Premio en Concurso Metropolitano del Certamen Nacional Chileno de Artes Plásticas, Santiago.
- 1976 Mención Concurso Internacional Dibujo, J. Miro, Barcelona
- 1977 Primer Premio en Pintura, Bienal Internacional de Arte, Valparaíso, Chile.
- 1981 Seleccionado Séptimo Concurso Colocadora Nacional de Valores, Chile.
- 1982 Mención Honor Concurso Gráfica U. Católica, Museo Nacional de Bellas Artes Santiago.
- 1989 Premio Concurso Internacional Syrling, Stuttgart, Alemania.
- 1989 Premio del Público, Festival Internacional de la Peinture, Cagnes Sur Mer, France
- 1990 Premio del Público, Festival Internacional de la Peinture, Canes Sur Mer, Francia.
- 1991 Premio Lovis Corinth, Museum Ostdeutsche, Regensburg, Alemania.
- 1991 Mención Especial Concurso Günther, Museo Nacional de Bellas Artes Santiago
- 1993 Seleccionado para II Bienal Premio Gunther, Santiago.
- 1993 Premio Pintura, Liga Chilena Alemania, Santiago
- 1994 Primer Premio Pintura, Concurso El Color del Sur, Puerto Varas, Chile.
- 1998 Premio Círculo Críticos de Arte, Santiago, Chile.
- 1998 Premio Nestlé, Galería Aninat Santiago, Chile.